# Jacques Goudstikker
Jacques Goudstikker (Amsterdam, 30 augustus 1897 – a/b van de Bodegraven, Het Kanaal, 16 mei 1940) was een Joods-Nederlands kunsthandelaar, tijdens het interbellum van de 20e eeuw. Tijdens de oorlog is de kunstverzameling Jacques Goudstikker in handen gekomen van voornamelijk Duitse klanten.

## Jeugd- en vormingsjaren

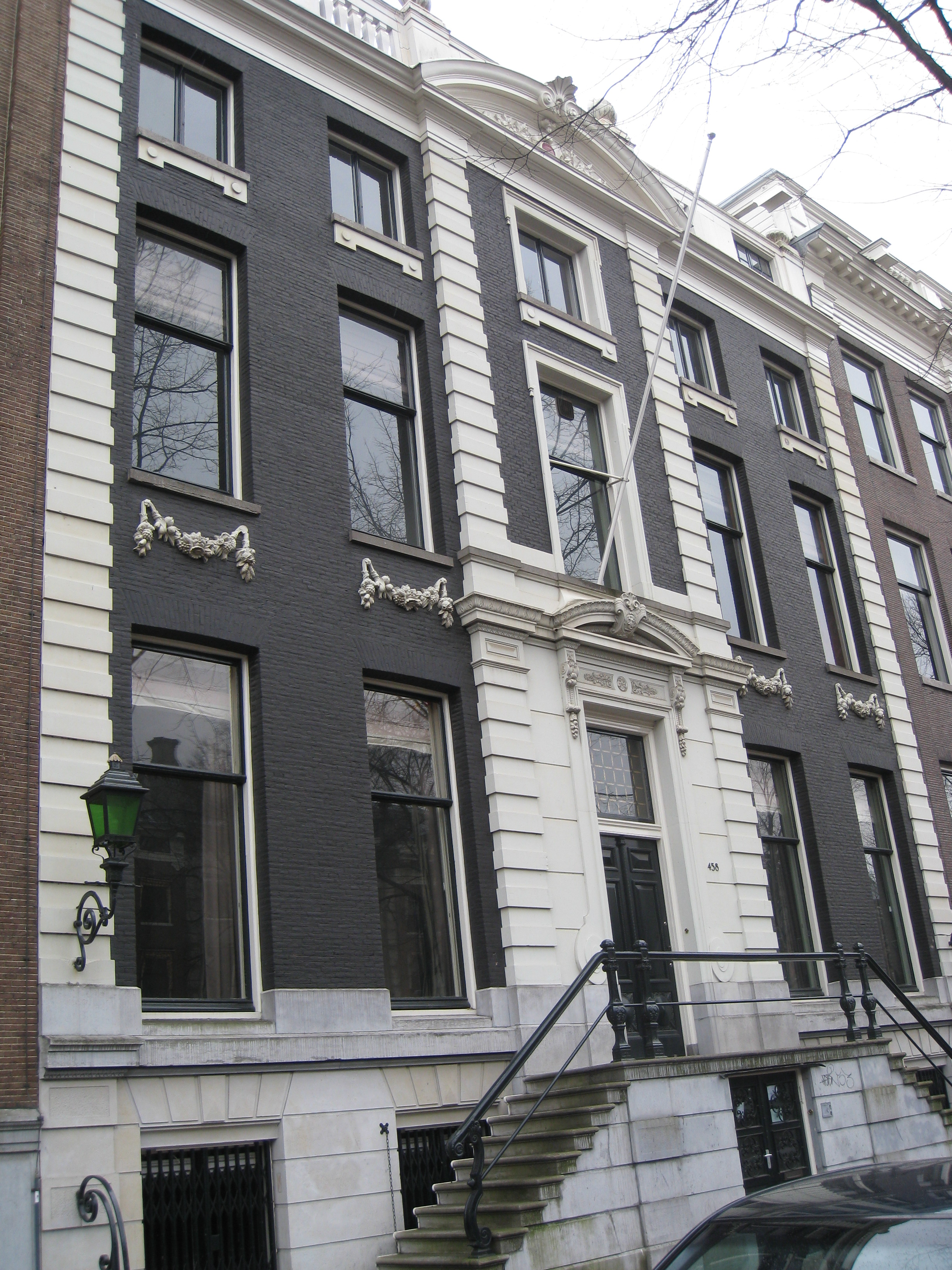
Herengracht 458, Amsterdam, kantoor en handelszaak van Goudstikker tussen 1927 en 1940 (2010)

Goudstikker werd geboren als zoon van de kunsthandelaar Eduard Jacques Goudstikker en Emilie Eugenia Sellisberger. Hij doorliep de Middelbare Handelsschool en studeerde in de periode 1919-1921 kunstgeschiedenis aan de Universiteit Leiden bij professor Martin (1876-1954) en aan de Universiteit Utrecht bij professor Vogelsang (1875-1954). Daarnaast werkte hij vanaf 1919 in de kunsthandel Firma Goudstikker, die in 1845 door zijn grootvader en diens broer was opgericht. Nadat Goudstikkers vader in 1924 overleed, zette zoon Jacques de zaak voort. Aanvankelijk was deze gevestigd in de Kalverstraat, maar in 1927 verhuisde de kunsthandel naar Herengracht 458.
Onder het bewind van vader Eduard had de nadruk gelegen op Nederlandse en Vlaamse kunst uit de 17e eeuw. Zoon Jacques richtte zich op een internationaal publiek en bracht de Nederlandse kunstkenners ook in contact met Italiaanse meesters uit de 15e eeuw, vooral van de Florentijnse en Venetiaanse school. Voor het verzamelen hiervan was in Nederland tot 1900 geen animo, anders dan b.v. in Duitsland, Frankrijk en Engeland. In Amsterdam ontstond een netwerk van verzamelaars en liefhebbers van vroeg-Italiaanse kunst, die Goudstikker van advies diende. Tot deze groep behoorden bijvoorbeeld Edwin vom Rath (1863-1940), die in de directe nabijheid van de kunsthandel Goudstikker NV woonde, en de Zwitserse chirurg en kunstminnaar Otto Lanz (1865-1935), die sinds 1902 in Amsterdam woonde vanwege zijn benoeming tot hoogleraar chirurgie aan de Universiteit van Amsterdam.
Goudstikker verzamelde ook werk van eigentijdse Nederlandse kunstenaars zoals Jan en Charley Toorop, Breitner en Van Dongen. Zijn catalogi verschenen doorgaans in goed verzorgd Frans. Goudstikker kocht selectief veel Hollandse en Vlaamse meesters op buitenlandse veilingen, met name bij het Berlijnse veilinghuis Rudolph Lepke in mei 1931.

Jacques Goudstikker (foto: Stadsarchief Amsterdam)

De kunst bij veilinghuis Lepke was deels afkomstig uit Russische particuliere collecties (van de keizerlijke familie Romanov en de Stroganoffs), die door de Sovjets waren aangeslagen en onteigend. Deze roofkunst werd nu in ruil voor buitenlandse valuta aangeboden op de internationale markt. De erven van de wereldvermaarde Stroganoff-collectie tekenden, bij monde van de weduwe Olga Stroganova vanuit hun Parijse ballingsoord, tevergeefs verzet aan tegen de betwiste Berlijnse veilingen. De Rotterdamse industrieel Daniël George van Beuningen bracht, dankzij zijn 'hofleverancier' Jacques Goudstikker, een verzameling van wereldklasse bij elkaar uit deze onteigende kunst afkomstig uit de Sovjet-Unie. Vermogende investeerders, industriëlen en kunstliefhebbers als de krantenmagnaat Randolph Hearst, Daniël George van Beuningen, Edwin vom Rath, Detlen Van Hadeln, Jan Herman van Heek, Ernst Proehl, Heinrich Thyssen-Bornemisza de Kászon en Otto Lanz behoorden tot de klantenkring van kunsthandelaar Goudstikker.

De zaken liepen uitstekend, het ging Goudstikker voor de wind. In 1927 verkocht hij de winkel in de Kalverstraat en kocht Herengracht 458 te Amsterdam, een monumentaal pand in de Gouden Bocht met plafondschilderingen van Gerard de Lairesse, waar hij de kunsthandel voortzette. Op 1 oktober 1931 zette Goudstikker het bedrijf om in de naamloze vennootschap Kunsthandel J. Goudstikker N.V. Hij werd zelf directeur en  belangrijkste aandeelhouder.

## De succesvolle jaren dertig

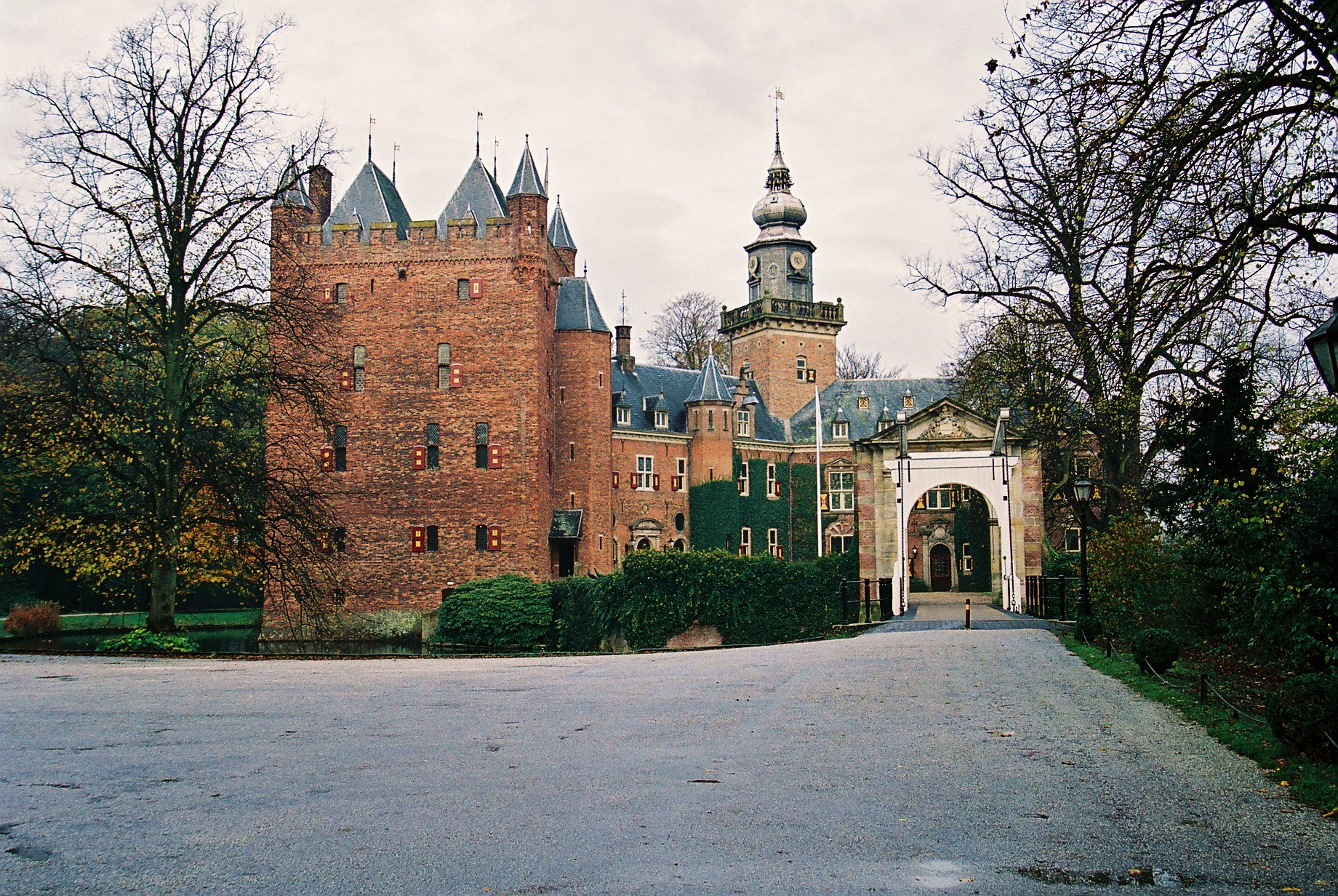
Slot Nijenrode te Breukelen

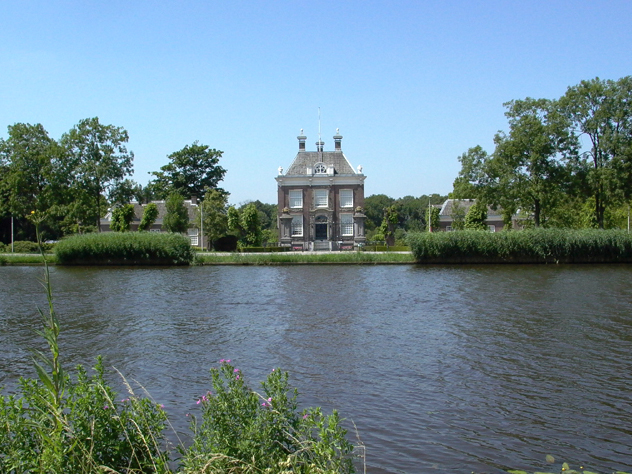
Oostermeer, buitenplaats aan de Amstel

In 1930 kocht Goudstikker de aan de Amstel gelegen buitenplaats Oostermeer te Ouderkerk aan de Amstel, en zeven dagen later het kasteel Nijenrode te Breukelen. Hij ging op Oostermeer wonen en stelde Nijenrode open voor klanten, maar ook voor publiek. Op deze wijze trachtte Goudstikker ook minder kapitaalkrachtigen in contact te brengen met kunst. Goudstikker was inmiddels voorzitter van de Vereeniging van Handelaren in Oude Kunst in Nederland (VHOK) en organiseerde in die kwaliteit tentoonstellingen in het Rijksmuseum Amsterdam (1929 en 1936) en het Stedelijk Museum (1934). Voor de tentoonstelling Italiaanse Kunst in Nederlandsch Bezit had het Amsterdamse Stedelijk Museum in 1934 zijn bovenverdieping beschikbaar gesteld. Het doel was de Italiaanse kunst bij het Nederlandse publiek bekendheid te geven. Ongeveer honderd verzamelaars stelden meer dan 1300 kunstvoorwerpen beschikbaar.

De rijk geïllustreerde tentoonstellingscatalogus uit 1934 was omvangrijk en laat zien dat Nederland in die jaren een internationaal centrum was voor de handel en het verzamelen van vroeg-Italiaanse kunst.
Goudstikker was voorzitter van de Confédération Internationale de Négociants Artificiels. Op en rond Nijenrode organiseerde hij verschillende benefietconcerten (met het Concertgebouworkest) en grote feesten voor de society. Hier traden beroemdheden op zoals de cellist Pablo Casals en de sopraan Jo Vincent. Culturele organisaties en goede doelen kregen vaak schenkingen van hem, zoals Stichting Amsterdamsche kolonieverpleging voor kinderen (1928), het Crisis-comité (1932) en de vereniging Rembrandt (1933).

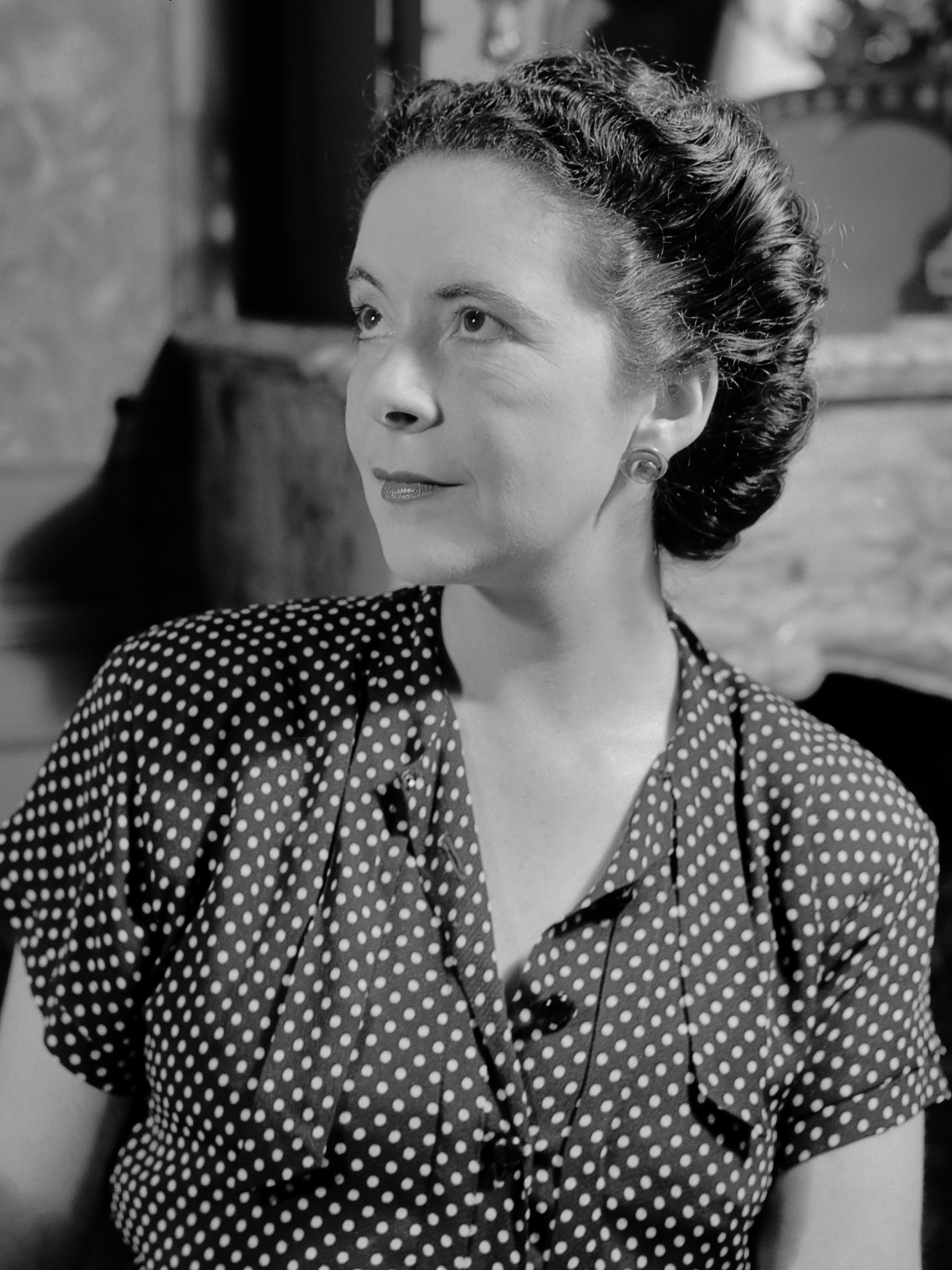
Dési von Halban (1946)

In zijn buitenplaats Oostermeer organiseerde Goudstikker vele thematische tentoonstellingen zoals "Hollandse winterlandschappen", "Salomon van Ruysdael" en "Prinses Juliana tentoonstelling". Goudstikker had een goed oog voor de wijze van presenteren van zijn handelswaar. Hij richtte volledige, aangepaste interieurs met meubels in met beelden en wandtapijten die aansloten op de stijl van de uitgestalde schilderijen. Zo schiep hij een bijzondere sfeer die de kunst tot haar recht deed komen. Op 5 december 1936 overleed Goudstikkers eerste vrouw Johanna Maria Catharina Braij, met wie hij op 16 september 1924 te Amsterdam was getrouwd. Het huwelijk was kinderloos gebleven. Een half jaar later nodigde weduwnaar Goudstikker de Weense zangeres Dési von Halban uit voor een optreden tijdens een Weense avond op 17 juni 1937 op Nijenrode. Het was liefde op het eerste gezicht en op 24 december van dat jaar trad het paar in het huwelijk. In 1939 werd hun zoon Eduard Joseph (Edo) geboren.

## Vlucht uit Nederland en overlijden

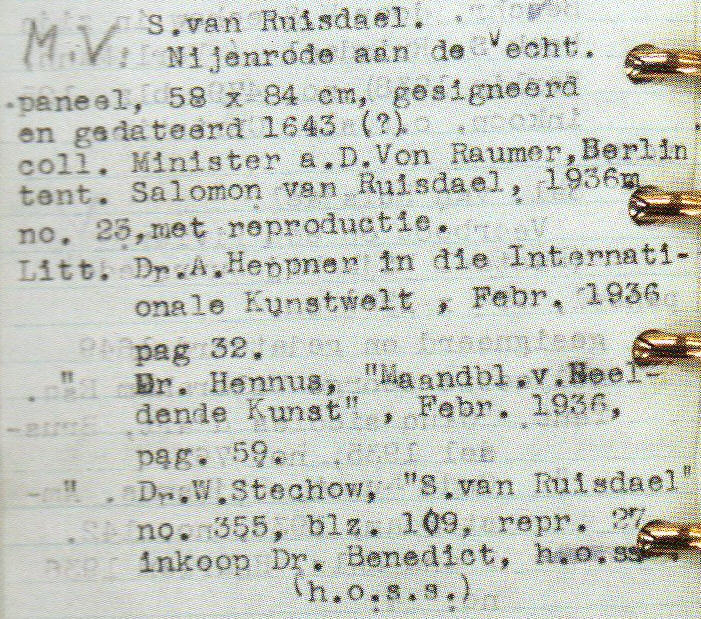
Bladzijde uit inventaris handelsvoorraad kunsthandel Goudstikker

Na de Duitse inval op 10 mei 1940 aarzelde Goudstikker nog, maar op 14 mei 1940, de dag van het bombardement op Rotterdam, slaagde het gezin erin om in IJmuiden aan boord te komen van het vrachtschip Bodegraven. De Nederlandse gevolmachtigde van Jacques Goudstikker, de Joodse accountant mr. Dr. A. Sternheim, die de handelsvoorraad van Goudstikker tijdens zijn afwezigheid zou beheren, was op 10 mei overleden aan een hartaanval, en Goudstikker had nog geen opvolger voor Sternheim aangewezen. Het enige wat hij had was een inventaris, genoteerd in een boekje voorzien van een zwart lederen kaft. Op 16 mei werd Goudstikker 's ochtends in een vrachtruim gevonden, met een schedelfractuur die hem fataal was geworden. Hij was 's nachts aan dek een luchtje gaan scheppen en moet per ongeluk in het open vrachtruim zijn gevallen. Op de overlijdensakte werd vermeld: Fracture of Skull due to accidentally falling into the Hold of the s/s Bodegraven on the High Seas whilst a Refugee Passenger thereon.
Aanvankelijk gaven de Engelse autoriteiten geen toestemming voor het schip om aan te leggen. Uiteindelijk werd Goudstikker voor een zeemansgraf behoed en begraven in Falmouth (Cornwall), zonder de aanwezigheid van zijn weduwe en zijn zoon Edo. Zijn weduwe verzocht om het graf van Goudstikker te bedekken met bloemen, hem te begraven met de manchetknopen die zij hem als huwelijksgeschenk had gegeven, en zijn lievelingsmuziek, Cole Porters Night and Day, te spelen bij de begrafenis. De weduwe en haar zoon kregen geen toestemming van boord te gaan. De weduwe vond het zwart lederen notitieboekje waarin alle eigendommen en transacties waren beschreven en bewaarde het als aandenken, niet wetende dat dit een heel belangrijk bewijs van de erfenis zou zijn.

## Erfenis
De kunsthandel bleef achter met een handelsvoorraad van 1113 genoteerde kunstvoorwerpen, die via schimmige transacties met procuratiehouder Arie Albertus ten Broek in handen van Hermann Göring en Alois Miedl viel. Na de oorlog kwam een groot deel van de collectie in handen van de Nederlandse staat. Erven van Goudstikker hebben jarenlang onderhandeld over teruggave van de collectie.